# Prêmios Globo de Ouro de 1954

Prêmios Globo de Ouro de 1954

 26 de fevereiro de 1954
Filme - Drama:
The Robe
Prêmios Globo de Ouro 

← 1953  ·  1955 →
Os Prêmios Globo de Ouro de 1954 (no original, em inglês, 11th Golden Globe Awards) honraram os melhores profissionais de cinema e televisão, filmes e programas televisivos de 1953. Os candidatos nas diversas categorias foram escolhidos pela Associação de Imprensa Estrangeira de Hollywood (AIEH).

## Vencedores e nomeados

### Melhor filme de drama
- The Robe

### Melhor ator em filme de drama
- Spencer Tracy – The Actress

### Melhor atriz em filme drama
- Audrey Hepburn – Roman Holiday

### Melhor ator em filme de comédia ou musical
- David Niven – The Moon Is Blue

### Melhor atriz em filme de comédia ou musical
- Ethel Merman – Call Me Madam

### Melhor ator coadjuvante
- Frank Sinatra – From Here to Eternity

### Melhor atriz coadjuvante
- Grace Kelly – Mogambo

### Melhor direção
- Fred Zinnemann – From Here to Eternity

### Melhor roteiro
- Helen Deutsch – Lili